# Anarsia dejoannisi
Anarsia dejoannisi is een vlinder uit de familie tastermotten (Gelechiidae). De wetenschappelijke naam is voor het eerst geldig gepubliceerd in 1994 door Real.
De soort komt voor in Europa.